# Michael Wimmer (Kulturwissenschafter)
Michael Wimmer (* 1950 in Wien) ist ein österreichischer Politik- und Kulturwissenschafter.

## Leben
Wimmer wuchs als Sohn des Musikers Joschy Wimmer und der Sekretärin Herta Wimmer in Wien auf. Nach der Absolvierung der Höheren Lehr- und Versuchsanstalt für chemische Industrie studierte er Musikerziehung und Konzertfach Orgel an der Universität für Musik und darstellende Kunst Wien sowie Mathematik und Chemie an der Universität Wien. 1972 – 1978 war er Lehrer an der Lehranstalt für wirtschaftliche Frauenberufe Wr. Neustadt sowie Organist und Chorleiter an der Herz-Jesu-Sühne-Kirche in Wien-Hernals. Ab 1978 gründete und leitete er im Auftrag der Sozialistischen Jugend das Jugend- und Kommunikationszentrum „commune“; ab 1981 war er Hausleiter mehrere Jugendzentren der Stadt Wien. Ab 1983 studierte er Politikwissenschaften mit Schwerpunkt Kulturpolitik an der Universität Wien. Er schloss 1987 mit dem Magisterium und 1989 mit dem Doktorat ab. Ab 1987 war er Leiter des Österreichischen Kultur-Service (ÖKS), das sich im Auftrag des Bundesministeriums für Unterricht und Kunst um die Förderung kultureller Aktivitäten, vor allem mit Begegnungen mit Künstler an österreichischen Schulen bemühte. Mit der Beendigung des ÖKS durch die schwarz-blaue Bundesregierung gründete er 2003 Educult – Denken und Handeln in Kultur und Bildung, eine kultur- und bildungspolitische Forschungs- und Beratungseinrichtung mit den Schwerpunkten Kunst- und Kulturvermittlung sowie Kulturelle Bildung.
2011 habilitierte er zu Kulturpolitikforschung an der Universität für angewandte Kunst Wien, wo er regelmäßig Lehrveranstaltungen zu kultur- und bildungspolitischen Fragen hält. Darüber hinaus unterrichtete am Institut für Politikwissenschaften und dem Institut für Theater-, Film- und Medienwissenschaften sowie am Institut für Kulturelles Management an der Universität für Musik und darstellende Kunst Wien.
Wimmer war für den Europarat im Rahmen des Programms „Evaluation of National Cultural Policies“, für die UNESCO zum Thema Arts Education (Arts Education World Conferences; Roadmap for Arts Education; Seoul-Agenda) sowie für die Europäische Kommission (Mitglied des European Expert Network on Culture (EECN)). Für das Bundesministerium für Unterricht, Kunst und Kultur war er Mitglied der Experten-Gruppe zur Einführung der Neuen Mittelschule (NMS).

## Tätigkeit
Michael Wimmer war seit der Gründung von Educult mit Sitz in Wien bis einschließlich 2017 als dessen Geschäftsführer tätig. Seit 2018 ist er Vorstandsvorsitzender des Vereins und Direktor des Forschungsinstituts. Er betreibt eine Vortragstätigkeit zu kultur- und bildungspolitischen Fragen und unterrichtet an mehreren Universitäten. Er veröffentlichte Fachtexte und berät kulturelle Einrichtungen. Mit seinem Blog „Wimmer’s Weekly“ beteiligt er sich am fachlichen Diskurs.

## Publikationen
- Michael Wimmer: Kultur und Demokratie – Eine systematische Darstellung von Kulturpolitik in Österreich. Studien Verlag, Innsbruck / Wien / Bozen 2011, ISBN 978-3-7065-5012-3 (educult.at).